# ぐるぐるメダマン
『ぐるぐるメダマン』は、1976年7月10日から1977年1月29日まで、東京12チャンネル（現・テレビ東京）で毎週土曜19：00 - 19：30（JST）に全30回（全28話：再放送2回）が放送された、東映制作の特撮コメディ番組である。

## ストーリー
高坂家に伝わる108個の水晶で出来たネックレスは、祖先がオバケからもらったものだったが、300年ぶりに高坂マミが持ち出したことで、オバケの子供たちは「オバケの魂」といえるネックレスを取り返すことにした。ところが、オバケの子供メダマンはマミの命を助けたことでネックレスに宿る神様が人間に善いことをしたら水晶を渡すという。メダマンは高坂家の居候になるが、還る水晶玉は数個ずつ。マミとも仲良くなり、仲間のオバケも手伝ってくれるものの、その前途は多難である。

## 概要
『がんばれ!!ロボコン』のヒットを受けて制作された、一般家庭に突如現れ居候となったキャラクターと、その仲間たちが巻き起こすコメディタッチのドラマ（いわゆる居候もの、エブリデイ・マジック物でもある）。設定でもメダマンらが「善い行い」をするとペンダントの神様から水晶玉を一粒ずつ返してもらえる点などに同作品の影響を見ることが出来る。また主人公のマミ役には、同作品の第72話までレギュラー出演していた佐久間真由美が起用されている。「オバケよりも人間の方が怖い」というシニカルな風刺をベースにしており、ストーリーも徐々に怪奇路線にシフトしたが視聴率は低迷、30話で放送は終了した。漫画家の吾妻ひでおがキャラクターデザインを手がけたことでも知られる。オバケたちの着ぐるみは、デザイン画に極めて忠実に造形されていた。
メダマンは飛行能力、変身能力など比較的万能なオバケとして描かれている。メダマンの仲間のオバケには作品独自の要素として、海ボーズは臆病でびっくりして倒れると口から金魚を吐くなどの個性的な特徴が付け加えられていた。これらオバケたちはネックレスの裏に書かれた「おんみょうのんけんそわか」という呪文を聞くと動けなくなってしまうので、主人公のマミが騒ぎを巻き起こしたオバケたちを呪文で止めたり、彼女の都合で呪文で拘束されたり、敵対する悪いオバケを倒すのにも使われたりした。

## スタッフ
- 原作：秋月一彦
- プロデューサー：平山亨、小野耕人（東映）、近藤伯雄（東京12チャンネル）
- 脚本：雪室俊一、塩田千種、大原清秀、曽田博久、佐藤肇、田口成光、吉田義昭
- 音楽：小森昭宏
- 音楽制作：あんだんて
- 撮影：高梨昇、内田安夫、藤本茂
- 照明：高橋銀三郎、中山敬一、斉藤久、石垣敏雄、中川勇雄
- 録音：織本道雄、上出栄二郎、佐藤修一
- 美術：山口熙、阿部三郎、宮国登、井上明
- 編集：山口一喜
- 助監督：大内健二、藤井邦夫、稲垣信明、辻理、青木弘司
- 作画：吾妻ひでお
- 進行：穂鷹一興、久住正平、橋本鉄雄、長橋勇
- 計測：若松政宏、石山信雄、小泉貴一、黒須健雄、斉藤健
- 記録：福島勇子、岩下美子、杉原温子、大橋仁子、石川和枝
- 効果：阿部作二
- 選曲：石川孝
- 企画協力：Y&K
- 装置：紀和美建
- 装飾：装美社
- 現像：東映化学
- 監督：山際永三、折田至、広田茂穂、奥中惇夫
- 制作：東映、東京12チャンネル

## 主題歌
- オープニング - 「ぐるぐるメダマン おばけだぞ」
  - 歌：堀江美都子、ヤング・フレッシュ/作詞：八手三郎/作曲・編曲：小森昭宏
- エンディング - 「みんなあつまれ！メダマンおどり」
  - 歌：堀江美都子、ヤング・フレッシュ/作詞：八手三郎/作曲・編曲：小森昭宏

## 登場人物

### おばけ（妖怪）
108個の水晶玉を手に入れる目的で人間界に来たおばけの子供たち。透明化の能力を全員有し「キエロ、キエレ、キエリ」の呪文で消える。また、人魂になって移動することもできる。始めのころは白昼の日差しが苦手で和傘やコウモリ傘を使う場面も。メダマン以外は公園や墓地などに居ることが多い。異種族である人間に対しては割とドライである。各自おばけのたましいの「コトダマ」を有する。水晶玉のペンダントの裏の「おんみょうのんけんそわか」の呪文に弱い。他にも本作に登場するおばけは「金は『ばっちい』ものであり触れるとじんましんが出る（第10話)」と言った弱点を有している。
メダマン以外のレギュラーおばけの名称表記は放送当時の書籍などにおいても複数存在し、統一されていない。一例として放送当時朝日ソノラマより発売されたソノシートの絵本本文では、アマノジャクを「ママノジャク (原文ママ)」と記しているが、エンディングの歌詞では「あまのじゃく」と記している。
メダマン
高坂家に伝わる108個の水晶玉を手に入れるために、高坂家の居候になっているおばけの子供。体中に目があり、実体を保ったまま飛行する能力や一応変身能力があるがマッサラと自分は「飛ぶか消えるしか能がない」とも。面白い顔で、一瞥してオバケに見えないせい（当人曰く現在のおばけ）かおばけだと信じてもらえない場面も。心優しく、マミの危機を身を盾にして救うことも多く、困っている相手を見たら、人間、おばけを問わずほおって置けないが、おばけの特性としてはそれは汚点であり駄目なおばけとのこと。また頭部は上下逆に回転する。最終回、危険を承知で黄泉の国へ行き、ペンダントを犠牲にしてマミを奪還し、その功績で水晶は返還され、おばけの国に仲間とともに帰還した。コトダマを有するが場所は不明。
アズキアライ
メダマンの友達の少女のおばけ。綺麗好きで小豆の他に、透明化して学校などをひっそりと掃除していることがある。他者への思いやりがあり、仲間を助けることも多い。またおばけの世界の薬や道具に詳しい。人間の少女に似ているので、おばけだと思われないことも。まれにバレエのような踊りを伴って出現する。またバレエのような挙動で疾走することもできる。コトダマの位置は甲羅の中。
書籍によっては、名称をあずき洗いと記している。
海ぼうず
臆病で人間を極度に恐れているおばけ。驚くと転んで、口から大量の水と金魚（たまにザリガニ）を吐き出す。口の中には異世界の海が広がっているが、本人は作中で海へ行くまで本当の海を知らなかった（祖先が海に住んでいたという）。戦闘力は低く、あまり役に立たない。眼鏡屋の看板のサングラスを付けたら気が大きくなって暴走したこともある。男子便所に住み着いている。
書籍によっては、名称を海坊主と記している。一方、タカトクの玩具では、名称を海ぼーずと記している。
ミーラ男
食いしん坊の包帯だらけのおばけ。包帯が解けると中の足が露出するが本当の顔はメダマンも知らない。エジプトと日本のおばけのハーフで祖母は『ヘンゼルとグレーテル』の魔女に酷似した妖婆。力がありそうだが、腹が減ったとすぐ弱音を吐き、戦闘になると攻撃を回避され、海ぼうず、アマノジャクと徒党を組んで何とか戦力になる次第で戦闘では役に立たないがパンクを直したり、道具を持ってきたりと意外なところで役に立つ。恋愛経験があるような発言もある。コトダマの位置は胸の絆創膏の内側。
タカトクの玩具や書籍では、名称をミイラ男と記している。
アマノジャク
四肢と胴体に顔があるおばけ。仲間相手でも辛らつな物言いで、非協力的だが、メダマンの危機には他の仲間と一緒に駆けつける。おばけらしさに信念があり、仲間が人間に感化されたようなことをしていると激怒する。仲間内では仕切りやで喧嘩っ早い。四肢は容易にバラバラになり、呪文を浴びた際には完全に分解して苦しんでいた。また、分解した状態で飛行することもできる。ピーナッツアライ来訪の際には気を落ち着かせるためか、キセルを吸っていた。人間に対しては平気で嘘をつくなど冷淡な扱いだが、おばけイチョウの危機には百人力を出して危機を救ったりしている。コトダマの位置は角の下。
『’70年代特撮ヒーロー全集』では、名称をあまのじゃくと記している。
マッサラ
お皿に顔があるおばけ。宙を浮揚して移動し、メッセンジャーを務めることも多く、おばけ仲間では突っ込み役。孤独を好むらしい。高速で飛行して敵を翻弄したりして意外に役に立つ。また普通の皿に変身する能力もある。コトダマの位置は背中のお皿の底の「高台」に当たる部分。
ペンダントの神様（水晶の神様）
108個の水晶玉（おばけのネックレス）に宿っている、仙人のような風貌の神様で終盤には仙人様とも呼ばれる。メダマンに命を救われたマミがネックレスを返そうとしたら、その中に出現し、メダマンがいいことをしたら数個ずつ水晶玉を返すことにしている。実体化して出現することもある。メダマンの善行やメダマン自身の人間的成長やマミの成長を促す行為でも評価して水晶玉を渡すが、功績を偽って申告したりすると水晶玉をくれない。クリスマスの夜のおばけたちの踊りに参加したりお茶目な部分もある。最終回ではメダマンに水晶玉を全て返した後に、メダマンたちの百鬼夜行を率いておばけの国へ去っていった。

### 人間
高坂 マミ
高坂家に伝わるおばけのネックレスをつけたことで、メダマンたちと知り合うことになった少女。心優しく頭が良く回転するいい子だが、現金な部分もあり、また調子に乗ると無茶をすることもある。メダマンに命を救われて以降はメダマンと仲良くなる。おばけのネックレスの持ち主であり、呪文でメダマンたちを懲らしめたりするが、単に自分の都合で拘束したりもする。ネックレスの効力で悪いおばけに立ち向かっていくことも多い（机のおばけを彼女が呪文で撃退している）がそれが元で危機に陥ることもまた多く、その度にメダマンに救われる。本名の漢字表記は「高坂 麻美」。
高坂 六助
マミのパパ。高坂家のネックレスに関連して「おばけの恐ろしさを良く知っている」。そのため、おばけが苦手で、メダマンには3メートル以上近づかないように言い渡し、マミやメダマンがおばけに纏わることに手を出す度に恐れおののく。会社では営業二課所属。おばけに怯えてはいるもののチンピラ相手にグラサンで脅し返す場面もあり、心底気が弱いわけではない。おばけ嫌いも終盤にはネズキュラーに立ち向かって行ったり、行き場を失ったおばけたちを自宅に住むように勧めたり、かなり緩和された様子。メダマンには「マミちゃんパパ」と呼ばれる。
高坂 裕子
マミのママで美人のお母さん。基本的に物分りがいいほうではあるが、厳しくヒステリー気味と評される。あまりうるさいのでメダマンに一日オウムに変えられていたこともある。また、裕福なことが幸福であるという思いが強い。メダマンには「マミちゃんママ」と呼ばれる。
スパナ
マミのクラスメートで友人。常にスパナなどの工具を持ち歩き、いろんなものを分解し、メダマンも分解しようとした。学校で授業中こっそりと模型を組み立てたりしている。廊下に立たされる常連。学校に行かないで済むのでおばけになろうとしたこともある。15話では「お化けの缶詰」用の巨大な缶切りを持ち出してきた事もある。若林先生にもスパナと呼ばれているが、本名は浦野 紀男。
ヨウヘイ
マミのクラスメートで友人。スパナとつるんでいることが多く、彼もまた廊下に立たされる常連。
エツコ
マミのクラスメートで友人。背が高く、マミやサツキと女子三人でお化粧遊びなどをしたりすることも多い。兄が一人いる。
サツキ
マミのクラスメートで友人。マミたち女子三人かスパナたちを交えた五人で遊んでいることが多い。スパナたちと男女で対立したこともある。
若林先生
マミの担任の先生。おばけたちが全員で適わなかったフランケンシュタイン（に変装した学校荒らし）を1人で取り押さえた。おばけを信じておらず、メダマンはマミのペットだと思っている。

## キャスト
- 高坂マミ - 佐久間真由美
- 高坂六助 - 鶴見丈二
- 高坂裕子 - 三好美智子
- アズキアライ - 古賀泉
- ペンダントの神様（仙人） - 渡部猛
- 若林先生 - 斉藤真
- スパナ - 中村英生
- ヨウヘイ - 茂木昌則
- エツコ - 滝沢亜紀子
- サツキ - 小野瀬弘見

### 声の出演
出典：『東映ヒーローMAX』Vol.17・72頁
- メダマン - 京田尚子
- マッサラ - 香椎くに子
- ミーラ男 - 神山卓三
- 海ぼうず - 青森伸
- アマノジャク - 大方斐沙子

### スーツアクター
- 東京ファミリー企画
  - 岡村珠里
  - 水村弘子
  - 吉村幸子
  - 畠山福一郎
  - 野沢隆彦
  - 大阪昭一
  - 大金久夫
  - 姫野ショウジ

## 放送日程
| 放送日         | 放送回 | サブタイトル                    | ゲスト | 脚本     | 監督     | 登場おばけ                             |
| -------------- | ------ | ------------------------------- | --- | -------- | -------- | -------------------------------------- |
| 1976年07月10日 | 1      | ぼくはオバケだぞ                | - 大家兼臣 - 丸山詠二 (メダマンの祖先の声)                                                                        | 雪室俊一 | 山際永三 | メダマンの祖先（回想）                 |
| 7月17日        | 2      | おバケを愛して                  | - 入江正徳 - 団巌 - 丸山詠二 (メダマンの祖先の声)                                                                 | 雪室俊一 | 山際永三 |                                        |
| 7月24日        | 3      | 先生がおバケだって!?            | | 雪室俊一 | 折田至   | フランケンシュタイン（学校荒らし）     |
| 7月31日        | 4      | ずるやすみ友の会だぞ！          | | 雪室俊一 | 折田至   |                                        |
| 8月07日        | 5      | ミーラ男がお父さんだって!?      | | 雪室俊一 | 山際永三 |                                        |
| 8月14日        | 6      | うみぼうず突然変身              | - 佐藤野里子 - 石田庸子 - 高月忠                                                                                  | 雪室俊一 | 山際永三 |                                        |
| 8月21日        | 7      | こわいですねえヒトダマシール    | | 雪室俊一 | 広田茂穂 | 幽霊                                   |
| 8月28日        | 8      | ハワイから来た清潔おバケ        | - 田川勝雄 - 山本緑 - 榎本武士 - 東美江（ピーナッツアライの声）                                                   | 雪室俊一 | 広田茂穂 | ピーナッツアライ                       |
| 9月04日        | 9      | おバケのおならだぞ！            | - 八百原寿子 - 榎本英一 - 小野富士子 - 田口和政 - 佐々木務 - 左海徹 - 根本節子 - 阿保由貴子 - 広瀬充一 - 大栗清史 | 塩田千種 | 山際永三 |                                        |
| 9月11日        | 10     | 猫がお金を食べちゃった!!        | - 土山登士幸 - 山本正明 - 山田光一 - 木村修 - 山浦栄 - 佐川二郎 - 井上正広 - 大家博                               | 大原清秀 | 山際永三 | 猫さま（おばけ猫）、ネコマタの国の住人 |
| 9月18日        | 11     | おバケになりたいスパナ          | | 雪室俊一 | 奥中惇夫 |                                        |
| 9月25日        | 12     | おバケ寺からきた机              | - 岩城力也 - 津路清子 - 松尾文人 - 榎本武士 - 左海徹 - 日隅利行                                                   | 雪室俊一 | 奥中惇夫 | 机のおばけ                             |
| 10月02日       | 13     | お化けの子守唄だぞー            | | 曽田博久 | 山際永三 |                                        |
| 10月09日       | 14     | マミちゃんの恋人だぞ!!          | - 尾美利徳 | 曽田博久 | 山際永三 |                                        |
| 10月16日       | 15     | ゆび切り缶切り おバケのカンズメ | | 雪室俊一 | 山際永三 | ドランケンシュタイン（密輸犯）         |
| 10月23日       | 16     | ギンギラお化けの運動会          | | 佐藤肇   | 奥中惇夫 |                                        |
| 10月30日       | 17     | つげぐちわるくち犬のくち        | | 曽田博久 | 奥中惇夫 |                                        |
| 11月06日       | 18     | おバケの電話がウラララ…         | | 雪室俊一 | 奥中惇夫 | デブショウ                             |
| 11月13日       | 19     | 妖婆の森の学芸会                | | 佐藤肇   | 山際永三 | 妖婆                                   |
| 11月20日       | 20     | パパの代理できりきりまい        | | 雪室俊一 | 山際永三 |                                        |
| 11月27日       | 21     | それ行け！お化けの運転手        | - 三原葉子 - 岡部正純 - 濱田城司 - 横田輝樹 - 石川貴子 - 山田光一                                                 | 田口成光 | 山際永三 |                                        |
| 12月04日       | 22     | SOS枯葉の手紙                   | - 小野恵子 - 菅原靖人 - 岡野圭子 - 森章二 - 朝倉一 - 国睦子                                                       | 曽田博久 | 広田茂穂 | おばけイチョウ                         |
| 12月11日       | 23     | ママは鳥かごの中                | | 吉田義昭 | 広田茂穂 |                                        |
| 12月18日       | 24     | おバケは毎日バースデイ          | - 神谷政浩 | 雪室俊一 | 広田茂穂 |                                        |
| 12月25日       | 25     | メダマンはサンタクロース        | | 佐藤肇   | 山際永三 |                                        |
| 1977年01月01日 | 26     | おかしな年賀状                  | - 神谷政浩 | 曽田博久 | 山際永三 | 神様                                   |
| 1月22日        | 27     | エッ!! メダマンがおじいさんに!? | - 伊豆肇 - 早川絵美                                                                                               | 田口成光 | 山際永三 | ネズキュラー                           |
| 1月29日        | 28     | 地獄の鬼が迎えに来るゾー        | - 幸田宗丸 | 田口成光 | 山際永三 | 閻魔大王、鬼たち                       |

## 漫画版
- テレビランド（徳間書店） / 斉藤栄一 - 1976年6月号 - 1977年2月号
- テレビマガジン（講談社） / 芝しってる - 1976年8月号 - 1977年2月号
- 冒険王（秋田書店） / 吾妻ひでお - 1976年9月号 - 1977年2月号

## 放送局
- 東京12チャンネル（制作局）：土曜 19:00 - 19:30
- 札幌テレビ：木曜 17:00 - 17:30[9]
- 仙台放送：金曜 19:00 - 19:30[10]
- 新潟総合テレビ：火曜 17:20 - 17:48[11]
- 中京テレビ：金曜 8:00 - 8:30
- 近畿放送：木曜 19:30 - 20:00[12]
- サンテレビ：水曜 19:00 - 19:30[13]
- 日本海テレビ：月曜 17:35 - 18:00（数か月遅れ）[14]
- 山陽放送
- 中国放送：木曜 17:30 - 18:00[15]
- 福岡放送：土曜 7:15 - 7:45

## 映像ソフト化
- 2007年12月7日に発売されたDVD「東映特撮ヒーロー THE MOVIE BOX」に、『ザ・カゲスター』劇場版（1976年7月22日公開、『東映まんがまつり』の1本として上映）の本編終了後に上映された本作品の番組予告が収録されている。アズキアライのコトダマを取り出すマミなど、実際にはカットされた場面も含まれている｡
- 2016年10月5日に、本作品の全話初ソフト化となるデジタルリマスター版のDVD-BOXが、ベストフィールドより発売された。

## CS放送・ネット配信

### CS放送
- 東映チャンネル：2015年5月 - 8月、2017年5月 - 8月
  - いずれも「GO!GO!ヒーローズ」枠にて放送。この他にも2014年2月に初回と最終回のみ放送実績あり。

### ネット配信
- 東映特撮YouTube Official…2024年1月22日 - 4月22日

## 商品展開
- タカトクより、Z合金シリーズでメダマン、アマノジャク、海ぼーず、ミイラ男が発売[8]。また、ガッシンシリーズでメダマン、アマノジャクも商品化されている。
- 永大グリップからは、アマノジャクのプラモデルが発売された。